# كريس مارتن (لاعب كريكت)
كريس مارتن (10 ديسمبر 1974 بكرايستشرش في نيوزيلندا - ) (بالإنجليزية: Chris Martin)‏ هو لاعب كريكت نيوزلندي. شارك مع منتخب نيوزيلندا الوطني للكريكت. أما مع النوادي، فقد لعب مع نادي وارويكشاير للكريكيت ‏ ونادي مقاطعة ساسكس للكريكت ‏ وفريق أوكلاند للكريكت ‏ وفريق كانتربري للكريكت ‏.

## وصلات خارجية
- كريس مارتن على موقع إي آس بي آن كريك إنفو (الإنجليزية)